# 华丰造纸厂
华丰造纸厂，曾名武林造纸厂，是中國浙江省杭州市曾经存在的一处工厂，成立于1922年，是浙江省第一家机械造纸厂。

## 简介
1922年，武林造纸厂成立，是浙江省第一家机械造纸厂。1931年，该厂因债务问题被出售，被嘉兴民丰造纸厂和苏州大华造纸厂竞拍得到，改名为华丰造纸股份有限公司，由杜月笙担任首届董事长。1932年，一位股东曾经对造纸厂的生产流程和厂区状况进行过摄影。中华人民共和国成立后，华丰造纸厂出资购买了三架战斗机以支持抗美援朝战争。1950年代到1960年代，工厂生产高级薄型纸、卷烟纸和高档纸板，其中华丰生产的全麻烟纸是熊猫牌香烟的指定用纸。到1980年代，华丰造纸厂都是中华人民共和国的一处重要财政收入来源。
2014年10月13日晚，华丰造纸厂的一间仓库发生火灾，当日火势被扑灭。《杭州市2014年大气污染防治实施计划》指出将会搬迁华丰造纸厂，华丰造纸厂随后成立浙江华丰纸业科技有限公司，并在浙江省湖州市安吉县天子湖现代工业园区设立新厂区。2017年1月，成立浙江华丰纸业集团有限公司。同年4月，老厂区被关停。2018年5月，华丰造纸厂正式动迁，其土地随后被出让，以进行商品房及商业中心开发，但具有历史文化的建筑得到保留。同年，华丰造纸厂建筑群被列入中国工业遗产保护名录第一批名单。2024年，华丰造纸厂建筑群被纳入杭州市第九批历史建筑名单。